# Jānis Gailītis
Jānis Gailītis (Riga, 23 aprile 1985) è un allenatore di pallacanestro ed ex cestista lettone.

## Palmarès

### Allenatore
- Campionato lettone: 7

VEF Riga: 2016-17, 2018-19, 2019-20, 2020-21, 2021-22, 2022-23, 2023-24
- Coppa di Lettonia: 3

VEF Riga: 2022, 2023, 2024
- Lega Lettone-Estone: 1

VEF Riga: 2021-22
- Coppa di Germania: 1

Mitteldeutscher BC: 2025